# Fundació Esportiva Grama
La Fundació Esportiva Grama es un club de fútbol de España, de la ciudad de Santa Coloma de Gramanet (Barcelona). Fue fundado en 2013 y juega en la Tercera División de España - Grupo V.

## Historia
El día 2 de julio de 2013 se firmó el acta fundacional de la Fundació Esportiva Grama. Se funda de la mano de Antonio Morales y su equipo de trabajo, con gran respaldo de las instituciones municipales.
A nivel de Instalaciones, con la colaboración del Ayuntamiento de Santa Coloma y de la Alcaldesa, Núria Parlón, Antonio Morales, presidente de la entidad, firmó un convenio de gestión del Nou Camp Municipal de Santa Coloma para volver a dar vida a un Estadio que se encontraba en un estado de abandono total y sin equipos de fútbol base.
Deportivamente, la Fundació Privada Escola de Fútbol Calella cedió quince categorías a la Fundació Esportiva Grama hecho que les ayudó a dar un buen empujón para formar un total de 23 plantillas (incluye un Amateur masculino y un Femenino).
La primera temporada de vida, 2013/14, el club compite en la última categoría del fútbol regional (4ª Catalana). La Grama se centró en dar visibilidad al nuevo proyecto, consolidarse en la ciudad y dar estabilidad en su primer año de vida. Con Jordi Martínez Hervás, como primer técnico de la historia, aquella temporada con cambio incluido de cuerpo técnico lo cerraron en 9.ª posición en el Grupo 15.
En la temporada siguiente la Fundació Esportiva Grama puso el primer cimiento para escalar hasta categorías nacionales. Se reformó completamente la plantilla llegando incluso jugadores con experiencia en categorías altas, concretamente Tercera División de España, como Yosuke Sato o Santi De La Rica, además del técnico J.R. Carranza.

### Cuatro ascensos y campeonatos consecutivos
El primer ascenso de la Grama llegaría en la temporada 2014/15. Tras la reforma de la plantilla el objetivo no era otro que subir a Tercera Catalana. El 29 de marzo de 2015, tras haber ganado un día antes el derbi ante el CD Arrabal-Calaf de Gramenet, se confirmaba el campeonato y ascenso de los colomenses gracias al empate de su perseguidor. Se proclamaron campeones de Cuarta Catalana a falta de 6 jornadas, concediendo solo 1 empate y 1 derrota, y anotando 131 goles.
Con mismo entrenador, algunas reformas en la plantilla y diferente categoría el objetivo en la temporada 2015/16 era de nuevo el ascenso. El primer equipo se proclamó campeón del Grupo 4 de Tercera Catalana en la última jornada tras ganar 1-3 a La Florida CF.
Para la temporada 2016/17 la Fundació Esportiva Grama de nuevo reformó la plantilla y llegó Dani Andreu como nuevo técnico, un entrenador con mucha experiencia en el fútbol catalán. Igual que la campaña anterior la Grama consiguió el campeonato y ascenso en la última jornada. La Grama no falló (0-3) contra el CF Lloreda para proclamarse campeones de Segunda Catalana.
El cuarto ascenso consecutivo y también campeonato llegaría en la temporada siguiente, la 2017/18. Nuevamente la plantilla se reformó y llegó un nuevo técnico, José Antonio García Escribano (exentrenador de la Unión Deportiva Atlético Gramenet, entre otros). A falta de dos jornadas para el final del campeonato de Primera Catalana - Grupo 1 a la FE Grama le bastaba con sumar un punto contra el Sant Cugat FC. El domingo 14 de mayo el equipo hizo historia al ganar 2-1. Era el ascenso a Tercera División de España.
La temporada finalizó con la final del Campeonato de Catalunya Amateur ante el campeón del grupo 2 (CP San Cristóbal), quedando subcampeones al caer por 0-1.

### Debut en Tercera División y Copa Catalunya Absoluta
Devolvieron al fútbol colomense a categoría nacional tras 4 años de ausencia. La temporada 2018/19 comenzó con el debut en la Copa Cataluña Absoluta ganando 1-0 al Centre d'Esports Sabadell Futbol Club, cayendo en la siguiente ronda ante la Unió Atlètica d'Horta (0-1). Era su primera experiencia en esta competición, anteriormente había disputado la Copa Catalunya Amateur en 2015, 2016 y 2017.
Para su primera campaña en Tercera División de España - Grupo V llegó Toni Díaz (exentrenador de la Unión Deportiva Atlético Gramenet) como nuevo técnico e hicieron una plantilla para luchar por cotas altas (entrar en el play-off de ascenso a Segunda División B de España). La sexta temporada de vida de la FE Grama fue la más complicada y no terminó bien. El debut en Tercera llegó con un empate fuera de casa (Castelldefels) el 19 de agosto. La primera victoria llegaría en el Municipal en la cuarta jornada con un 3-1 a la UE Sants.
A mitad de temporada hubo cambio de técnico, llegando Toni Romero (otro ex-Gramenet) con quien hubo resultados esperanzadores pero no fueron suficientes para salvar la categoría. La noticia positiva de la temporada fue el ascenso logrado por el Juvenil A a Liga Nacional.

### Pandemia y nuevo ascenso
En su vuelta a Primera Catalana (2019/20) el equipo va de menos a más hasta colocarse en segunda posición. La Grama no tuvo un curso fácil, empezaron con Juan Camilo Vázquez como técnico y en la jornada 13 fue cesado. En ese momento el club era sexto a 8 puntos de distancia de los puestos de play-off de ascenso. La llegada de Juanma Pons al banquillo azulado llevó consigo un cambio de juego y resultados. En los 9 partidos que dirigió sumó 22 puntos de 27 posibles. 
Debido a la pandemia por el COVID-19 la liga finalizó en la Jornada 23. No hubo descensos pero si ascensos. Tras el parón los colomenses se quedaron meses esperando la noticia. Finalmente el 1 de julio de 2020 se confirmó el ascenso de la Grama a Tercera División de España.

### Regreso a Tercera División
La segunda campaña en Tercera el primer equipo fue encuadrado en el Subgrupo B. Nuevamente como en el curso anterior se vuelve a contar con jugadores de la cantera, subiendo algunos más al primer equipo. En la primera fase la FE Grama logra sellar la permanencia en la categoría tras terminar en 6.ª posición. En la segunda fase del campeonato los colomenses luchan por las dos primeras plazas que dan plaza al play-off de ascenso a la Segunda División RFEF.

## Historial

### Primer equipo
| - 2013-14: 4ª Catalana (grupo XV) (9º) - 2014-15: 4ª Catalana (grupo VI) (1º) - 2015-16: 3ª Catalana (grupo IV) (1º) - 2016-17: 2ª Catalana (grupo II) (1º) - 2017-18: 1ª Catalana (grupo I) (1º) - 2018-19: Tercera División de España - Grupo V (18º) - 2019-20: 1ª Catalana (grupo I) (2º) - 2020-21: Tercera División de España - Grupo V 1ª Fase SubGrupo B (6º) / 2ªFase - 2021-22: |

## Datos del club
- Temporadas en 3.ª: 2
- Temporadas en Categorías Regionales: 6

## Palmarés
- 1 campeonato de Primera Catalana (2017/18)
- 1 campeonato de Segunda Catalana (2016/17)
- 1 campeonato de Tercera Catalana (2015/16)
- 1 campeonato de Cuarta Catalana (2014/15)

### Otros méritos deportivos
- 4 ascensos consecutivos (de 4ª Catalana a 3ª División)
- Subcampeón Campeonato de Catalunya Amateur (2017/18)
- Subcampeón de Primera Catalana (2019/20)